# 臓器提供

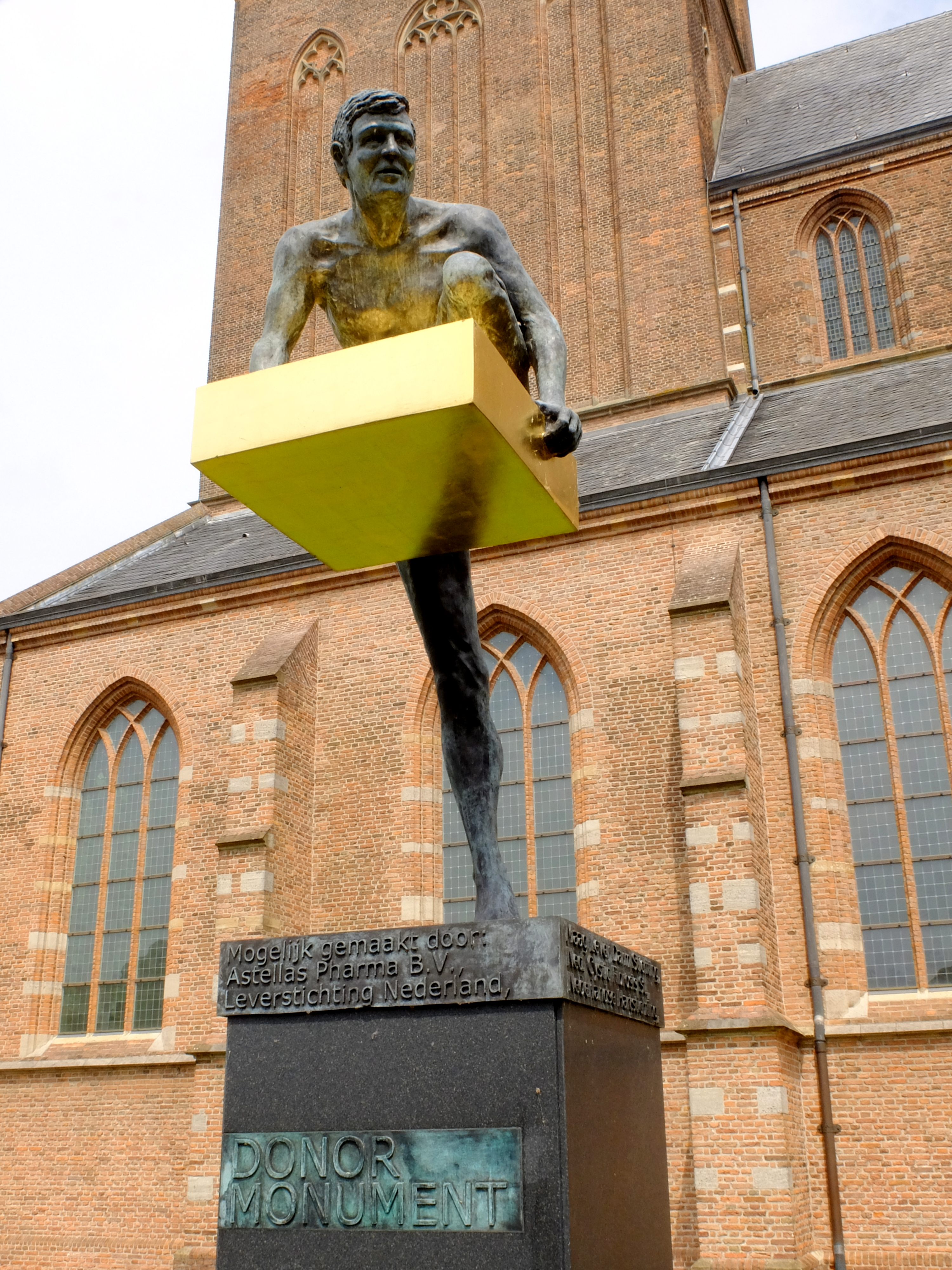
臓器提供者（ドナー）の記念碑。オランダ、ナールデン

臓器提供（ぞうきていきょう、英語: Organ donation）とは、生前の本人の意志または死後に家族の承諾を得て、合法的にその人の臓器を摘出して別の人へ移植できるようにする一連の手続きの事である。一般に臓器提供する側を「ドナー」、臓器移植される側を「レシピエント」と呼ぶ。日本では、脳死後あるいは心臓が停止した死後であれば、15歳未満の人でも臓器提供が可能である。
研究を目的とする臓器提供もあるが、一般的には、健康で移植可能な臓器や組織を他の人に移植するために提供がなされる。
一般的な移植には、腎臓、心臓、肝臓、膵臓、腸、肺、骨、骨髄、皮膚、角膜などが含まれる。腎臓や肝臓の一部、膵臓の一部、肺の一部、腸の一部など、一部の臓器や組織は生体ドナー（存命中の人物）から提供可能であるが、大半の提供はドナーが死亡した後に行なわれる。
2017年で、スペインは100万人あたり46.9件とドナー率が世界で最も高く、次いでポルトガル（同34.0）、ベルギー（同33.6）、クロアチア（同33.0）、アメリカ合衆国（同32.0）となっている。同年の日本におけるドナー率は100万人あたり0.9件である。
2019年2月2日時点で、アメリカでは120,000人が救命臓器移植を待っており、そのうち74,897人がドナーを待ち望む能動的候補者である。臓器提供という考え方には肯定的であるものの、臓器提供を待ち望む人達と比較してドナー登録者の数には世界規模で大きな隔たりがある。

## トラブル
NPO法人ポータルサイトや東京都公式サイトで公開されている、NPO法人難病患者支援の会による海外での臓器移植で売買された臓器が使われた疑いがある問題で、移植を無許可であっせんした疑いが強まったとして、警視庁がNPO理事長菊池仁達容疑者（横浜市都筑区）を臓器移植法違反（無許可あっせん）容疑で逮捕、刑事事件へ発展した。。

## アメリカにおける手続きの流れ
臓器ドナーは一般的に、その提供時には死亡しているが、生体の場合もある。生体ドナーの場合、臓器提供では通常だとその提供前に幅広い試験が行われ、そこではドナーになるだろう人物が、提供について理解したうえでの同意なのか否かを判断する心理的評価もある。 提供の当日、ドナーとレシピエントは他の手術を受けるのと同じように病院に到着する。ドナーが死亡者の場合の手続きは、その当人が間違いなく死亡したと検証することから始まり、臓器提供が可能か否かを判断し、使用可能な臓器の提供について同意を得る。通常、当人が死亡済みになるまで何もしないが、存命中で死が避けられない場合は、同意についての確認をとり、一致するレシピエントを見つける手助けになるよう直前に幾つかの簡単な医療検査を行うことができる。死亡検証は一般的に、その患者の救命作業にこれまで関わっていない、脳機能を専門とする神経科医によって行われる（この医師は移植手続きに関わらない）。医師がいかなる僅かな存命の兆候をも見落とすことがないよう、死亡検証は複数回行われることが多い。死亡後、臓器を良好な状態に保つために病院は人工呼吸器で身体を維持したり、他の手段を採る場合もある。ドナーとその家族には、この提供に関連する費用が請求されることはない。
どの臓器が提供されるかによって手術工程は様々である。外科医が臓器を摘出した後、それは可能な限り迅速にレシピエントのもとに運ばれ、すぐに移植が行われる。大半の臓器は体外で生命活動できるのが数時間だけなので、通常は同じ地域にいるレシピエントが選ばれる。死亡者ドナーに関しては、臓器が摘出された後、一般的には身体を可能な限り通常の外観に復元して、その遺族が葬儀を執り行うことになる。
理想的なドナー管理の目標とされる主要10項目(DMGs)
- 平均動脈圧(MAP) 60-120 mmHg
- 中心静脈圧(CVP) 4-12 (or < 12)
- 最終Na値 ≤ 155、または 135-160 mmol/L
- 昇圧 < 1 が理想、または低用量の昇圧薬
- PaO2/FiO2率 > 300 (PaO2 > 300 on 100% FiO2, 5 PEEP)
- 動脈血液ガス(ABG)のpH 7.25-7.5
- グルコース < 150
- 尿量 0.5-3 mL/kg/h
- 左室駆出率(LVEF) (%) > 50
- ヘモグロビン濃度(Hgb) > 10mg/dL

肺は損傷に対して非常に脆弱であるため保存するのが最も困難であり、提供された臓器のうち利用されるのは僅か15-25％である。 推奨される管理には急性呼吸窮迫症候群(ARDS)の目標値が含まれる。具体的には、低い一回換気量換気（6-8mL / kg）、低FiO2、そして比較的高い呼気終末陽圧(PEEP)。 動脈血酸素分圧(PaO2)は、臓器提供に備えて300以上、および/または吸入酸素濃度(FiO2)が100％かつ終末呼気陽圧(PEEP)が5cmH2Oの時にPaO2が300以上でなくてはならない。低PaO2や低FiO2が常に除外されるとは限らないが、これが目標値である。

## 歴史
移植に成功した最初の臓器生体ドナーは、1954年に腎臓を一卵性双生児の兄弟に提供したロナルド・リー・ヘリック(1931-2010)だった。同移植を成功させた外科医ジョセフ・マレーは、臓器移植の発展に貢献したことで1990年にノーベル生理学・医学賞を受賞した。
最年少の臓器ドナーは2015年生まれの無脳症の嬰児で、僅か100分間しか生きられなかったが、自身の腎臓を腎不全を患う成人に提供した。最高齢の臓器ドナーは107歳のスコットランド人女性で、2016年に死去した後に角膜が提供された。最高齢の内臓のドナーは92歳のテキサス人男性で、彼が脳出血で死亡した後に家族が肝臓を提供することを選択した。
最高齢の利他的臓器ドナーは85歳のイギリス人女性で、彼女は2014年に移植を受ける必要がある人の数を聞いた後、面識のない人に腎臓を提供した。
研究者はヒトの胎児の腎臓を無腎のラットに移植する新たな方法を開発して、ヒトの胎児の臓器移植を妨げる重大な障害を克服することに成功した。ヒトの胎児の腎臓は、ラット内で成長と機能のどちらも顕現した。

## 脳の提供
多くの脳障害に対する治療法は未知であるため、健康な脳組織の科学的理解を改善することで新たな治療法を見つけようと試みる研究には高い優先順位が与えられている。ここでは調査を徹底するにあたり、比較として研究中の疾患を患った経験のない人々から採取した脳組織に接触することが重要である。これら疾患影響を受けていない組織は「対照群組織」として知られている。2017年初頭に BBCの映像による短い呼びかけ が公開された。

## 法整備と各国の見解

各国の臓器提供指針
オプトアウト方式
オプトイン方式

様々な国家の法律が、ドナーになりうる人物に提供を承諾ないし拒否させたり、親族にこの選択を与えている。提供の頻度は国によって様々である。

### 同意手続き
同意という用語は一般的に、原則および規制の合意を遵守する題目だと定義される。ただし、主に対象者が死亡または精神障害のため承諾不能との理由から、臓器提供の話題に関してその定義を実行する（本人に最終同意を得る）ことは難しい。確認される同意には、明示的同意と推定的同意の2タイプがある。前者の明示的同意は、国によってまちまちだがドナーが適切な登録を通じて直接同意することで成立する。後者の推定的同意では、ドナーまたは近親者からの直接の同意を必要としない。推定的同意は、承諾が求められた時点でドナーとなりうる本人から提供が許可されたと見なす（事前に明示的拒否があれば別）というものである。ドナーになりうる人のうち、25％の家族が愛する人の臓器提供を拒否していると推定されている。

#### オプトインとオプトアウト
医学が進歩するにつれて、臓器ドナーに救われる人の数は増え続けている。新たな技術と施術により命を救う機会が増えるにつれて、臓器ドナーに対する需要は実際のドナー数よりも速く増加している。個人の自主性を重んじて、死後の遺体取扱い（要は、死後に臓器提供するか否か）に関しては自発的な同意がなされている必要がある。自発的同意を決定づける方法は主に2つあり、それが「オプトイン」（明示的同意を与えた人だけがドナー）と「オプトアウト」（提供の意向を拒否していない人がドナー）である。オプトアウト又は推定的同意というシステムに関しては、当人が死去した時に臓器を医療用途に提供する意向があると見なされる。オプトアウトで法整備したシステムは、デフォルト効果の帰結として、提供への有効な同意率を劇的に増加させる。例えば、オプトインシステムを採用するドイツでは臓器提供の同意率が人口の12％であるのに対し、文化経済の発展がよく似ていながらオプトアウトシステムを採用するオーストリアでは、その同意率が99.98％である。
「みなし」同意として知られるオプトアウトの同意は、大多数の人が臓器提供を支援するという概念を指すものだが、たとえ彼らが死亡時に臓器を提供したいとしても実際の登録段階を踏んでいないため、実際に登録されているのは人口のごく少数割合に過ぎない。これはオプトアウトシステムにて解決可能で、提供に同意しない人だけが提供拒否リストに登録する必要があるようにすれば、より多くの人がドナーとして登録される。この理由から、ウェールズなどの国では「ソフト・オプトアウト」の同意を採用しており、もしも市民が登録の決断を明確にしていない場合、彼らは登録市民として扱われて臓器提供プロセスに参加することになる。
オプトインの同意は、臓器提供に参加の登録がなされた人だけの同意プロセスを指す。 現在は日本やアメリカ合衆国などがオプトインのシステムであるが、オプトアウト方式を備えた国はより多くの臓器提供を活用できるためより多くの人命が救われていると複数の研究調査が示している。 現在のオプトイン同意の指針では、臓器提供登録にも通じる文書化された何らかの物（例えば日本では運転免許証裏側にある提供意思へのチェック記入）がない限り、個人は死亡時に臓器ドナーにならないというのが前提である。臓器ドナーになるための登録は、個人の思想態度に大きく依存する。肯定的な見解の人は臓器提供に利他的な感覚を感じることもあるだろうが、他方で登録された臓器ドナーの命を救うために医師が懸命に処置をするのか信頼できない（臓器移植のためにドナー側を見殺しにするのではないか）といった否定的な見解を持つ人もいる。
オプトアウトの推定的同意システムに関する一般的な懸念を幾つか挙げると、新しいシステムに対する社会学的な恐怖、倫理的な異論、感情的な部分、そして提供の不承諾を決定した人に関する拒否登録簿の管理不安などがある。このほか提供に対する選択の自由を損ねるといった意見 や現存する宗教的信念との対立といった懸念も存在する。幾つか懸念はあるものの、アメリカにおける臓器提供の承認率は95％である。このレベルの全国的な受け入れなら、推定的同意への方針転換が一部の臓器不足問題の解決に有用な環境を育てる可能性もあり、その場合は個人が「不承諾(opt-out)」を希望すると文書化しない限り臓器ドナーになる意思があると想定されるが、この意向も尊重される必要がある。
公共政策、文化的側面、インフラ、その他の要因により、推定的同意のオプトアウトモデルが必ずしも効果的な提供率の増加に直接つながるわけではない。イギリスには、臓器提供に参加するのに立会人または保護者の同意が必要であるなど、臓器提供プロセスに関する違った法律や指針が幾つかある。当方針は保健省 (イギリス)によって協議されている。効果的な臓器提供の観点から、オーストラリア（100万人あたりドナー14.9件、2011年にドナー337人）など一部のシステムでは、家族が同意ないし拒否を出す必要があり、ドナー当人が同意した場合でも覆らずに不承認となる場合がある。スペイン（住民100万人あたりドナー40.2件）、クロアチア（ドナー40.2/ 100万人）、ベルギー（ドナー31.6/100万人）など オプトアウト方式を備えた幾つかの国ではドナー率が高いが、 このシステムでもギリシャ（ドナー6件/ 100万人）などはドナー率が低いままである。スペイン国立移植機構の会長は、1990年代から始まったスペインの法整備アプローチがドナー率増加に成功した主な理由ではないとの認識である。推定的同意での提供システム採用で成功しているスペインの例を見ると、家族が提供に関して協議を行う間、集中治療室(ICU)には、ドナーとなりうる人物の認識を最大限にして各臓器を維持するのに十分なだけの医師をつけておく必要がある。スペインの推定的同意モデルの成功を可能にしている特徴は、移植コーディネーターの要員数とされる。効率的な臓器調達に正当性を与えるべく、オプトアウト提供が実施されている各病院に最低1人は移植コーディネーターの常勤が推奨されている。
オプトアウトまたは推定的同意の提供システムを成功させるには、世論が不可欠である。健康に関する オプトアウトシステムへの方針転換がドナー増加の手助けとなるのかを判定するために行われた研究では、何らかの形のオプトイン方式からオプトアウト方式に方針転換変更した国で20％-30％の増加が確認された 。 もちろん、この増加が健康政策の転換と大いに関係があるのは間違いないが、ドナー増加に影響を与えうる他の要因の影響も受けているかもしれない。
「ドナー優先権規則」として知られるドナーの意志を汲んだ移植優先権は、新しい方法ながらオプトイン方式において高い提供率を奨励する目的で、優先度システムに「非医療」基準を組み入れた最初のものである。最初にイスラエルで導入された同規則は、臓器を必要とする個人がレシピエントのリスト上位に移動できるようにしたものである。リスト上位への移動には、臓器提供が必要になる前に個々のオプトインが行われているという条件付きである。この方針は、以前に臓器ドナーとして登録した個人の場合や家族が以前に臓器提供している人の場合は、他の移植可能なレシピエントよりも優先して臓器移植が受けられるよう、非医療基準を適用するものである。リスト上位に移動する前に、双方のレシピエントが同じ医療ニーズであることを確認する必要がある。 オプトイン方式においてはこうしたインセンティブが提供率を高めるのに有用であるが、提供に関して推定的同意がデフォルト（初期の設定）となるオプトアウトほどは成功していない。
| 国             | 方針         | 採用年 |
| -------------- | ------------ | ------ |
| アルゼンチン   | オプトアウト | 2005   |
| ブラジル       | オプトイン   |        |
| チリ           | オプトアウト | 2010   |
| コロンビア     | オプトアウト | 2017   |
| スペイン       | オプトアウト | 1979   |
| オーストリア   | オプトアウト |        |
| ベルギー       | オプトアウト |        |
| イギリス       | オプトアウト |        |
| イスラエル     | オプトイン   |        |
| アメリカ合衆国 | オプトイン   |        |
| 日本           | オプトイン   |        |

### 南米

#### アルゼンチン
2005年11月30日、国民議会 (アルゼンチン) は臓器提供におけるオプトアウトの方針を導入した。18歳以上の人は、本人または家族が拒否を主張しない限り全員が臓器ドナーとなる。 この立法は2005年12月22日に「法律26,066」として公布された。
2018年7月4日、国民議会は家族要件を削除する法律を可決し、拒否を主張できる人物を臓器ドナー本人だけとした。それは2018年7月26日に「法律27,447」として公布された。

#### ブラジル
スポルチ・レシフェによるキャンペーンが、ブラジル北東部での臓器待機リストをほぼゼロにさせた。 ブラジルの法律によると、家族が最終的な権限を有するものの、臓器提供意思表示カードの発行とその後続いた議論がその手順を簡略化した。

#### チリ
2010年1月6日、「法律20,413」が公布されて、臓器提供におけるオプトアウトの方針が導入された。この国では本人が拒否を主張しない限り、18歳以上の人全員が臓器ドナーとなる。

#### コロンビア
2016年8月4日、共和国議会 (コロンビア)は「法律1805」を可決し、本人が拒否を主張しない限り、全ての人が臓器ドナーとなる、臓器提供におけるオプトアウトの方針を導入した。 この法律は2017年2月4日に施行された。

### 欧州

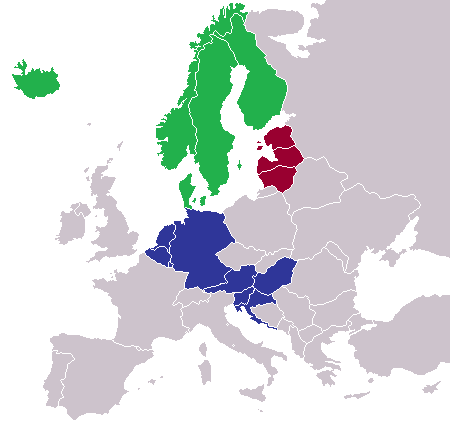
3つの国際的な欧州臓器提供協会の範囲を示す地図。
バルト・トランスプラント
ユーロ・トランスプラント
スカンジナビヤ・トランスプラント

欧州連合域内では、臓器提供は加盟国によって規制されている。 2010年現在、欧州24か国には何らかの形の推定的同意（オプトアウト）システムがあり、スペイン、オーストリア、ベルギーには高いドナー率を生み出す最も著名なオプトアウトシステムがある。スペインは、2017年に人口100万人あたり46.9件という、世界で最も高いドナー率だった。これはスペインの医療システムに複数の要因、具体的にはドナーとなりえる人物の特定および早期照会、ドナーの基準拡大、心停止後の移植に関する標準化された枠組み等、があったためである。
イングランドでは臓器提供は任意であり、同意は推定的ではない。 死後に臓器を提供したい人が国立データベースの臓器提供登録簿を使用できる。ウェールズ政府は2013年7月に推定同意を採用した最初のイギリス構成国となった。ウェールズでは2015年12月1日にオプトアウトの臓器提供手法が実施され、ドナーの数量が25％増加すると想定されている。
2008年に、イギリスは他国での成功や英国臓器ドナーの深刻な不足を踏まえて、オプトアウト方式に切り替えるか否かを検討した。イタリアでは、オプトアウト方式を適切に規定した1999年の法律があるにもかかわらず、故人が生存中に提供への許可も拒否もしなかった場合には親族がその当人に代わって決定を下している。2008年、欧州での臓器提供を促進するためにEU臓器ドナーカードを導入する取り組みに、欧州議会は圧倒的多数で票決した。
ラントシュトゥール地域医療センター(LRMC)はドイツ全域で最も活動的な臓器提供病院の1つとなっており、とは言ってもユーロトランスプラントの臓器ネットワークでは臓器提供参加率が最も低いものの1つである。アメリカ国外では最大の米軍病院LRMCは、多くのドイツ国内病院に比べてベッド数が比較的少ないにもかかわらず、ラインラント＝プファルツ州で臓器提供トップの病院の1つである。 ドイツの臓器移植機構Deutsche Stiftung Organtransplantation(DSO)によると、LRMCで死亡した34人の米軍隊員（そこで死亡した総隊員数の約半分）は、2005-2010年の間に合計142の臓器を提供した。LRMCで死亡した12人の米軍隊員のうち10人がドナーであり、合計45の臓器を提供した。フランクフルトやマインツの大都市を含むDSOの中央地域にある205の病院のうち、2010年にLRMCよりも臓器ドナーが多かったのは6病院だけだった。
スコットランドは、個人の同意の代わりに、臓器を提供する権限を付与する人体組織管理局(Human Tissue Authority)の実務規定に従っている。これは含意の矛盾を回避するのに有用で、幾つかの要件が含まれる。臓器提供に参加するためには、臓器ドナー登録簿(ODR)にリスト掲載される必要がある。仮に対象者が同意を提供できずODRに載っていない場合、法定後見人や家族などの代理人は、人体組織管理局の実務規定に従って、主任証人？と一緒に対象者の臓器提供に法的同意を与えることができる。配偶者、家族、親族からの同意や拒否は、対象者ができない場合に必要となる。
オーストリアは「オプトアウト」の同意プロセスに参加しており、死亡時のデフォルト選択が臓器提供となる法律がある。この場合、市民は臓器提供を明示的に「辞退」する必要がある。 「これらのいわゆるオプトアウト国家では、人々の90％以上が臓器を提供している。しかし、アメリカやドイツなどの国では、死亡時に臓器を提供したいのなら明示的に「（提供することを）選ぶ」必要がある。これらオプトイン国家では、死亡時に臓器を提供する人は15％未満である」。
2017年5月、アイルランドは臓器提供に「オプトアウト」方式を導入するプロセスを開始した。サイモン・ハリス保健大臣は2017年末までにヒト組織法案が可決されることへの期待を概説した。この法案は「推定的同意」のシステムを導入するものである。
意志能力法(Mental Capacity Act)はイギリスで臓器提供のために実施されているもう1つの法的方針である。この法律は患者の意志能力を定めるのに医療専門家によって使用される。この法律は、患者がそれをなしえる能力がない時に、医療専門家は「患者の最善利益になる行動」をとるべきだと要求するものである。

#### 英国
2015年以降、ウェールズはオプトアウトの臓器提供登録となっている。2020年から、イングランドはマックス＆キーラ法としても知られる臓器提供法を導入する予定である スコットランドもまた、オプトアウトの臓器提供者登録への移行が期待されている。
英国王室属領のジャージーは、2019年7月1日にオプトアウト登録に移管した。

### アジア

#### インド
インドには、だいぶ発展した角膜の提供プログラムがある。 ただし、脳死後の提供は比較的遅めの取り組みである。 インドで行われる移植の大半は生体移植となっている。 臓器商売を抑制して、脳死後の提供を促進するため、政府は1994年に「人体臓器移植法(Transplantation of Human Organs Act)」と呼ばれる法律を制定し、これはインドの臓器提供および移植の現場に大きな変化をもたらした。インドの多くの州がこの法律を採用し、2011年には法律のさらなる改正が行われた。同法律がありながらも、インドでは臓器取引の邪道な例があり、これらはマスコミで広く報道されている。 この結果として2011年に法律がさらに改正された。インドでは脳死後の提供が遅めに始まり、2012年が同プログラムにとって最高の年だった。2013年は、インドでの死後臓器提供にとって最高の年となった。 310人の臓器ドナーから合計845の臓器が回収され、人口100万人あたり0.26の全国臓器提供率になった。
MOHAN財団と呼ばれる非政府組織(NGO)の取り組みを通して、タミル・ナードゥ州は2000年に幾つかの病院間で臓器共有ネットワークを開始した。この取り組みはアーンドラ・プラデーシュ州をはじめインドの各州に伝わって、類似の共有ネットワークを作ることになった。これらは結果的に提供率の大幅な増加をもたらし、タミル・ナードゥ州は人口100万人あたり1.15と国内で提供率トップとなった。2012年には他の各州でも死後の提供および移植の数が頻繁に行われるようになり、オンラインでの臓器共有登録簿が使用されている（この導入や維持もMOHAN財団が行っている）。
一方で、国家レベルの組織として国立臓器組織移植機構(National Organ and Tissue Transplant Organization、略称NOTTO)があり、これはインド政府の保健家族福祉省の下部に設立された唯一の公的機関である。インドでは、患者の命を救うために提供できる臓器が、腎臓、肝臓、心臓、肺、膵臓、腸の6種類である。遅まきながらインドでも子宮移植が開始されているが、人体臓器移植法(2011)によると子宮は救命の臓器とはされていない。

#### イラン
イランは移植臓器の不足を解消した唯一の国であり、イランだけが臓器提供に対して実用的な法的支払いシステムを有している。 また、臓器取引が合法となっている唯一の国でもある。 そのシステムが機能する方法は、患者に存命の親族がいなかったり、死亡ドナーから臓器を割り当てられていない場合に、非営利の透析・移植患者協会(Datpa)に申請することである。同協会は潜在的なドナーを確立して、これらドナーはDatpa協会に所属していない移植医師によって評価される。政府はドナーに1,200ドルの補償金を提供し、1年限定の健康保険でドナーを支援する。さらに、Datpaを通じて、腎臓のレシピエントは2,300-4,500ドルをドナーに支払う。重要なこととして、関与する医療および外科チームや「仲介者」が支払いを受けることは違法である。
慈善提供は、支払い能力のないレシピエントに対してドナーが行う。イランのシステムは1988年に始まり、1999年までに腎臓の不足を解消した。このシステムの確立1年目のうちに、移植の数はほぼ倍増し、そのうち80%近くが存命中の非近親者からだった。ノーベル賞受賞の経済学者ゲーリー・ベッカーは、生体ドナーへの15,000ドルの支払いがアメリカにおける腎臓不足を緩和するだろうと推算した。

#### イスラエル
2008年より、イスラエルでは臓器ドナーカードに署名することで、署名者には潜在的な医学的利得がある。 2人の患者が臓器提供を必要とし、かつ同じ医療ニーズがある場合、臓器提供カードに署名した患者が優先されるというものである （この方針には「与えなくば、得られない(Don't give, don't get)」との俗称が付いた）。2008年以降、イスラエルの臓器提供は増加した。

#### 日本
日本では臓器提供の割合が西洋諸国よりも著しく低い。これは文化的理由や、西洋医学へのある種の不信、そして議論を呼んだ1968年の心臓移植などが原因であり、30年にわたる心臓移植の禁止を引き起こした。日本の臓器提供は、1997年の臓器の移植に関する法律によって規定されており、同法律は「脳死」したドナーからの合法的な臓器調達を定義している。

#### スリランカ
スリランカにおける臓器提供は、1987年の人体組織移植法48号によって批准された。1961年に設立された非政府組織のスリランカ眼球提供ソサエティ(Sri Lanka Eye Donation Society)は、57カ国の患者に6万超の移植用角膜を提供している。世界にヒトの眼球を提供する主要な供給者の1つで、年間約3,000の角膜を供給している。

### オセアニア

#### ニュージーランド
ニュージーランドの法律は、利他的な臓器提供にのみ生体ドナーの参加を許可している。 2013年には、生体ドナーによる肝臓提供が3件、生体ドナーによる腎臓提供が58件あった。ニュージーランドは生体ドナー率が低く、これは臓器に対して誰かに支払うことが違法であるという事実が理由であった可能性がある。 2008年の人体組織法は、ヒト組織の取引を禁止と規定しており、最高50,000ドルの罰金または最高1年の懲役に処せられる。
またニュージーランドの法律は故人からの臓器提供も許可している。 2013年には、36人の死亡者から臓器が採取された。ニュージーランドで運転免許証を申請する人は全員が、提供できる状況で死亡した場合にドナーになりたいか否かを指定する。この質問は申請を処理するために回答することが求められ、はい又はいいえで各個人が回答する必要があり、回答しないままという選択肢は存在しない。ただし、ドナーになるか否かを、運転免許証の申請時にあらゆる個人が十分な情報に基づいて決定を下せるとは限らないため、運転免許証にある回答がインフォームド・コンセントとなるわけではなく、そのため提供が実施されるか否かの決定的要因ではない。あくまで本人の希望を示したものであり、家族が提供の実施手続きに同意する必要がある。
2006年の法案では、臓器提供のインフォームド・コンセントたりうる、法的拘束力のある希望を人々が明確に主張できる臓器提供登録簿の設置が提案された。しかしこの法案は可決されず、一部の医師からは同法案に非難の声が上がった。彼らは、当人が臓器提供の実施に明確な同意を与えた場合であっても、悲嘆にくれる遺族から意見の不一致があった場合には、この手続きを実行しないつもりだと主張した。
ニュージーランドの先住民も臓器提供に関して強い意見を持っている。マオリの人々の多くは、死体を全く傷つけずにおく文化的必要性のため、臓器提供は倫理的に受け入れられないと考えている。ただし、マオリの人々に普遍的に受け入れられている臓器提供の見解はない。彼らは透析を受けている人口比率がかなり高いにもかかわらず、他のニュージーランド人よりも腎移植を受け入れる可能性は低い。

### 北米

#### カナダ
2001年、カナダ政府は臓器提供と移植に関する活動を厚生事務次官に助言する評議会の設立を発表した。ケベック州を除く全ての州と準州の厚生次官が、同評議会の責任をカナダ血液サービス(Canadian Blood Services)に移すことを決定した。ケベック州はTransplant Québecという団体が臓器提供を全て管理することにした。
2017年に完了した移植の過半数は腎臓移植だった。これは腎臓に関して、カナダには移植候補者が国じゅうにいる生体ドナー全員と適合を行うプログラムがあるためである。それはまた、移植を待つ匿名患者のために個人が生体ドナーになる機会を与えている。2017年末時点で、移植待機リストには4333人の患者がいて、多臓器移植を含む合計2979件の移植が実施された。一方で、毎年平均250人のカナダ人が移植臓器を待ってる間に死亡している。
カナダでは州によって臓器提供やドナーになるための同意方式が異なる。例えばニューファンドランド・ラブラドール州では保険証更新の際に「提供の意志」を示すオプトイン方式で登録が行われるが、オンタリオ州など登録に年齢的な制限を設けている州もある。一方、ノバスコシア州は居住者が拒否しない限り自動的に臓器提供になるオプトアウト方式（推定的同意）を導入した北米初の自治体である。

#### アメリカ合衆国
臓器を必要とする121,000人以上がアメリカ政府の待機リストに掲載されている。毎年平均で僅か30,000件の移植しか行われていないため、アメリカ内におけるこの危機は急速に拡大している。ドナー臓器の欠如により毎年8,000人以上が死亡し、これは1日平均22人が死亡していることになる。1988年から2006年の間に移植件数は倍増したが、臓器を待つ患者数は6倍にも増加した。適した臓器を有する全ての人が提供を決断した場合、提供される臓器の数は倍増すると推定されている。過去には、臓器の必要性を減らす試みとして推定的同意が議論された。
1987年の統一死体提供法(Uniform Anatomical Gift Act)が幾つかの州で採択され、死体の臓器や組織を提供できるか否かを監察医が判断できるようになった。1980年代までに、幾つかの州が特定の組織や臓器のみを採取および提供できるようにする様々な法律を採用し、一部では全てを許可し、またある一部では家族の同意なしにはできないようにした。同法律が改正された2006年に、推定的同意の概念は放棄された。なお、改正後の統一死体提供法(2006)はアメリカ50州のうち46州で採択されている。現在のアメリカでは、家族またはドナー自身の同意がある場合にのみ臓器提供が実施される。
経済学者のアレックス・タバロックによると、臓器不足はいわゆる拡張基準臓器または移植に適さないと見なされた臓器の使用を増加させた。メリーランド大学の医学部で腎臓移植を受けた5人の患者は、除去する必要があった癌性ないし良性の腫瘍を発症した。外科医局長のマイケル・フェラン博士は「臓器ドナーからの臓器不足が進行中で、移植を待っている間に死亡する危険性が高いため、5人のドナーとレシピエントに手術の後押しを促した」と説明した。アメリカ腎臓基金など幾つかの団体はアメリカにおけるオプトアウトの臓器提供を推進している。

## 生命倫理の課題

### 義務論

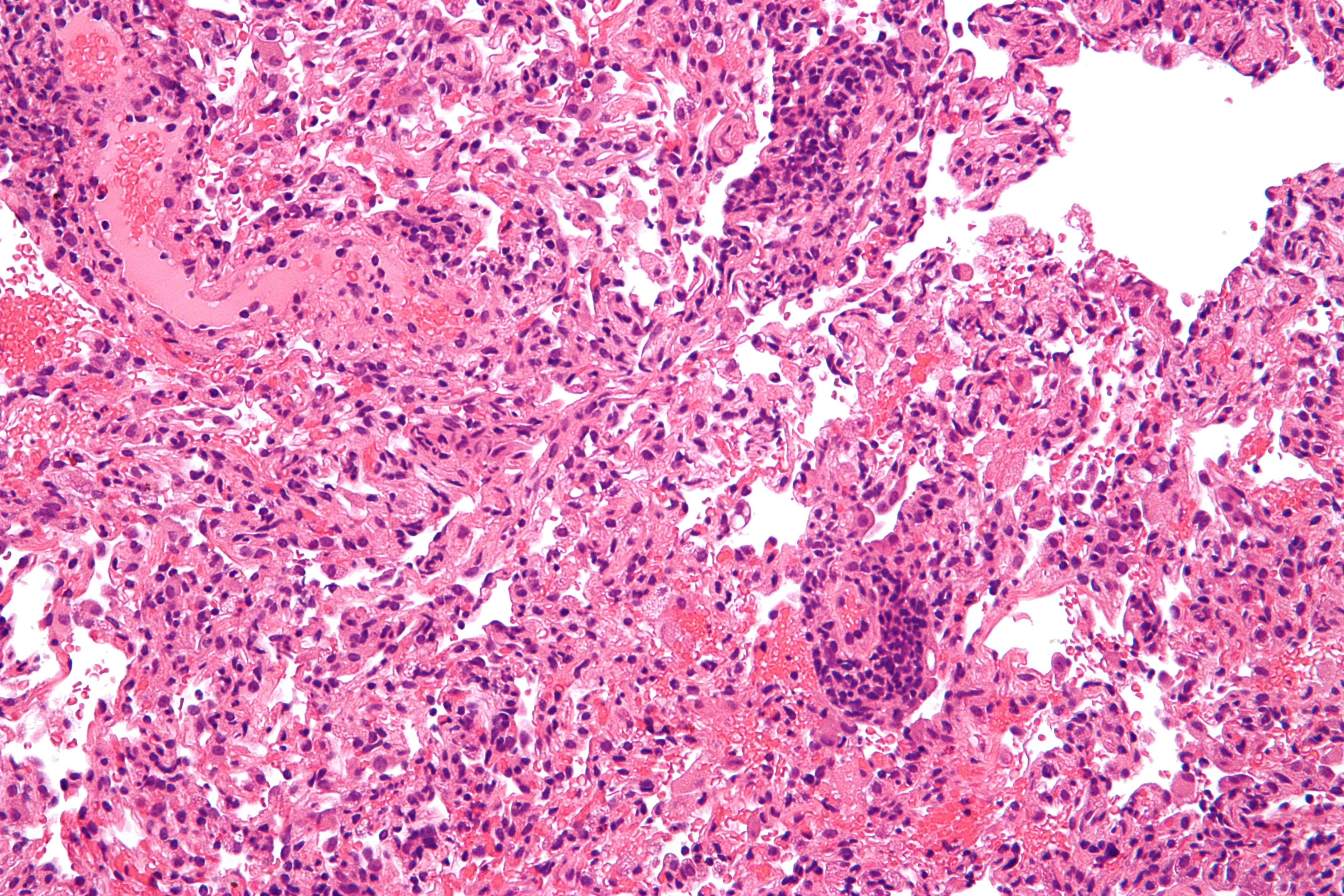
肺の移植拒絶反応

義務論の問題とは、人が行動を起こすだけの倫理的義務または倫理的責任を持っているか否かに関する諸問題である。世界中のほぼ全ての学識者および社会は、臓器を自発的に病人に提供することは倫理的に許容されるとして賛同している。ただし、ほぼ全ての学識者が臓器提供を奨励してはいるものの、全ての人が死後に臓器提供することが倫理的に必要（義務）とされると考える学者は少数になっている。同じく、ほぼ全ての宗教が地域社会への多大な利益となる慈善活動として自発的な臓器提供を支持しているが、ロマ（ジプシー）のように宗教的背景で臓器提供に反対する小集団も僅かに存在する。患者の自主性、遺言、後見をめぐる問題が、自発に沿わない臓器提供をほぼ不可能にさせている。
義務論的な倫理の観点から、臓器提供の道徳を取り巻く主な問題は自然と意味論になっている。 生命、死、人間、身体の定義に関する議論が進行中である。例えば、提供目的で臓器を保存するために脳死患者を人工的に生かしておくべきか否かは、臨床生命倫理学で現在進行中の問題である。このほか、臓器が自発的に提供された場合でも、臓器提供は自傷行為にあたると主張する人も若干いる。
さらに、レシピエントと同一遺伝子型の臓器を作り出すためにクローンを使用するのは、臓器調達のために破壊されるという明確な目的で五体満足なヒトが連れてこられる可能性を特に考慮すると、議論の余地がある話題である。 こうしたクローン臓器の利点は移植拒絶反応が一切起きないことであるが、クローン創出と殺害に伴う倫理的問題がこれらの利点よりも重いものとなる可能性もある。しかし、ES細胞やiPS細胞を用いることで、クローンの人間を創らずとも新しい臓器を成長させることが可能になりつつある。
比較的新しい移植分野がこの議論を活発化させている。異種移植または動物（通常はブタ）の臓器を人体に移植することは、多くの倫理的問題を排除できる一方で、多くの独自な問題を生み出すことになる。 異種移植は臓器の供給をかなり増やすことが約束されるが、臓器の移植拒絶反応の恐れや動物-ヒト間移植の危険性、またこのアイデアに対する一般的な禁忌も伴うだろう。一部の動物権利団体は臓器提供のために動物が犠牲になることに反対し、それらを禁止するキャンペーンを始めている。

### 目的論
目的論や功利主義を土台に「臓器提供の闇市場」の道徳的地位は手段よりも目的に依拠している。臓器を提供する者は貧困に陥っていることが多く、闇市場の臓器を買う余裕がある者は一般的に富裕層という構図がある限り、同取引には不均衡があると思われる。多くの場合、臓器を必要とする人は合法的な臓器待機リストに無期限で掲載されるが、その多くが待機リストにいる間に死去してしまう。
社会的観点からも、臓器提供が危急に重要な生命倫理問題になっている。 大半の先進国には臓器移植を管理する法体系があるものの、需要が供給をはるかに上回っているというのが実情である。 その結果、しばしば海外渡航移植と呼ばれる闇市場の傾向も増加している。この問題は難儀であり物議を醸している。一方で、臓器を買える余裕のある人達が臓器を売るよりない人達を搾取していると主張する者もいる。その多くが、これは金持ちと貧乏人の間で格差が拡大している結果だと指摘している。その一方で、他にどうしようもない人は自分の臓器を売ることを許されるべきで、彼らがそうするのを阻むことは貧困という彼らの地位を単に促進させているに過ぎないと主張する者もいる。 このほか、臓器売買の支持者のなかには死に比べれば搾取は道徳的にましだとして、一方で正義の抽象的概念があって他方に（臓器移植で）救命可能な瀕死の人がいるという選択がある限り、臓器売買は合法化されて然るべきという思考の持ち主もいる。ところが、術後および施術後5年のうちに生体ドナー間で実施された調査では、ドナーの大部分が非常に後悔していて、提供手術をさらに行う機会を与えられても自分はもうやらないと述べていることが示された。さらに、調査に参加した者の多くが、術後に経済状態が決定的に悪化したと報告した。これらの研究調査は、既に臓器販売が合法の国で腎臓を売った人々のみに着目したものである。
臓器の闇市場の帰結としては、臓器窃盗目的の殺人を含む臓器窃盗が疑われる事案の多発を引き起こしている。合法的な臓器市場の支持者は、現在の闇市場売買の性質がそうした悲劇を許しており、市場を正規にすることで悲劇を防ぐことが可能だと言う。反対者は、そのような市場は盗まれた臓器が合法だと主張するのを容易にさせてしまい犯罪者を蔓延させてしまうと述べている。
臓器売買の合法化はそれ自体への正義感も芽生えるという 。闇市場売買を続けていると、需要側にさらなる格差が生まれてしまい、金持ちだけがそうした臓器を買えるようになってしまう。 国際的な臓器売買の合法化は、供給の増加や価格の低下をもたらし、最上位の富裕層以外の人々もそうした臓器を購入できるようになる可能性がある。
一般的に搾取の議論は、主に次の2分野から行われている。
- 「肉体的搾取」は問題となる手術が非常に危険であり、第三世界（発展途上国）の病院や「闇ルート」で行うものはさらに危険だと指摘されている。とはいえ、この問題手術を安全に行えるのであればドナーへの脅威は殆ど存在しない。
- 「財政的搾取」は（特にインド近辺とアフリカで）ドナーに十分な支払いがされていないことが指摘されている。一般的に、合法市場と闇市場のどちらでも臓器を販売した人の口座には、現地の法律、準備ドナーの供給、移植手術の範囲に応じて150ドルから5,000ドルまでの価格が入金される[107][108][109]。最大規模の臓器闇市場の1つが存在することで知られるインドのチェンナイでは、複数の調査で平均販売価格が1,000ドルを僅か超えた金額だった[102]。約束された支払いをドナーが術後に拒否されているとの陳述も多く掲載されている[110]。

「新カニバリズム(New Cannibalism)」とは、1998年に人類学者のナンシー・シェパー・ヒューズが『ニューインターナショナリスト』誌に執筆した記事による造語である。実際の搾取は倫理上間違っており人間による搾取である、富裕層を延命するために使用されるかもしれない臓器の資源として貧困層を認識している、というのが彼女の主張である。
提供の増加につながる経済的振興は、インドやアフリカ等の地域に限らずアメリカでも始まっている。葬儀費用の増加および2000年代に実施された住宅や退職貯蓄といった投資の実質的価値の棄損と相まって、葬儀費用が安くなったり無料になる特典を利用する市民が増えるだろうと言われている。

### 脳死と心停止による死

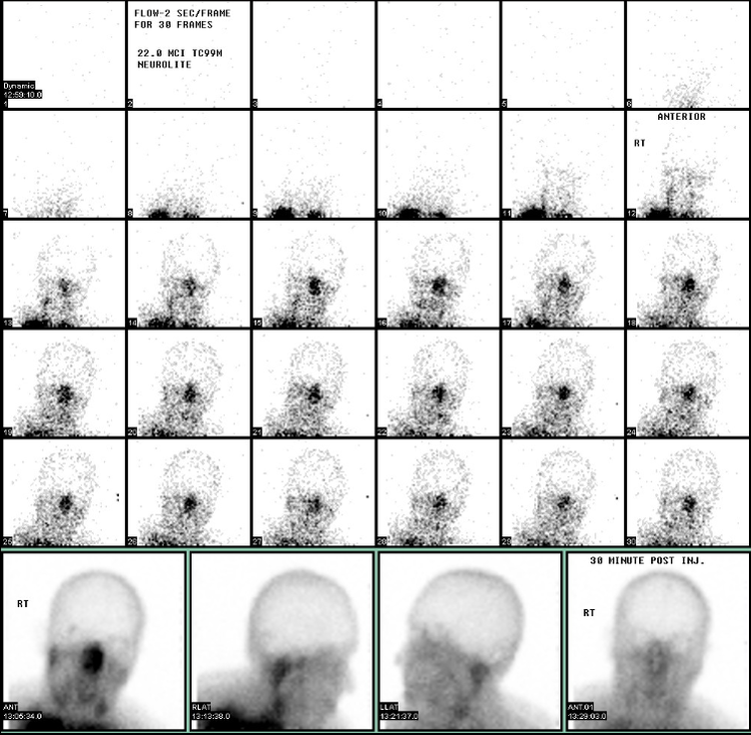
脳死（脳血流の放射性核種造影図）

脳死は結果的に法的な死をもたらすことになるが、心臓の拍動や機械補助の呼吸があり、一定期間は他のあらゆる重要な臓器が生きていて機能を保持する。それなりに長い間、生物学的意味での完全な死には至らないものの、脳死を宣告された患者は一般的に毒素や老廃物を体内に蓄積し始めていく。このまま行くと、凝固障害（体液や電解質、栄養の不均衡）が原因で、最終的に多臓器が機能不全になるか、いきなり機能不全に陥ることもある。そのため、通常だと臓器は使用に耐えうる一定期間までに限って維持可能であり（臓器提供を）実行可能である。 このことは、患者の維持状況、併存疾患、医療チームの技術、設備の質といった要因に左右される場合もある。主な争点は、患者が（脳死でも）まだ完全に生物学的に死んでいない場合に移植を許可すべきか否か、脳死が許容されるとして当人の脳全体が死んでいる必要があるか、脳の特定部の死で法的、倫理的、道徳的な目的のために十分なのかという点である。
臓器移植を目的とした臓器提供の大半は、脳死の状況で実施される。ただし、日本ではここが争点で、ドナー希望者は脳死あるいは心臓死のいずれかを指定することになる（移植 (医療)#日本での移植医療を参照）。ベルギー、ポーランド、ポルトガル、スペイン、フランスといった一部の国では全員が自動的に臓器提供者になるが、シンガポール、ポルトガル、ポーランド、ニュージーランド、オランダなどの一部自治体ではこのシステムの事後不承諾が認められている。それ以外の場所では、家族または近親者の同意が臓器提供に必要とされる。脳死とはいえ生物学的に死んでいないドナーは、臓器が外科的に切除されるまで人工呼吸器のサポートが維持される。 (上述の国において）脳死した個人が臓器ドナーではない場合、人工呼吸器と薬物のサポートは中止されて心臓死が起こることになる。
日本では、1979年に心臓死移植に関する法律が整備され、家族の承諾があれば死後の腎臓および角膜の提供が認められるようになった（角膜及び腎臓の移植に関する法律）。脳死移植については1997年に臓器の移植に関する法律が施行され、当人の希望意志が書面に残されていて遺族の反対が無ければ、脳死時点での臓器提供が可能となった。この条件で行われた脳死の臓器提供は年間5件程度であったが、2009年に法改正がなされ、「親族への優先提供」や「本人の意思が不明な時には家族の書面による承諾で脳死臓器提供」が可能となり、脳死提供の数は飛躍的に増加。 2011年以降は脳死での臓器提供が年間40件を超えて年々増加傾向にある。とはいえ、他の先進国と比べて日本の臓器提供率はだいぶ非常に低い水準であり、移植コーディネーターの質や人員の向上、臓器提供を行うための院内体制の整備、国民の意識を積極的にさせる啓発活動など、取り組むべき課題も多い。
臓器ドナーの男女差に関して、日本では小児の臓器提供データを見る限り、男児36人に対し女児13人（1995年4月-2017年12月までの累計）と性別では男が多数を占めている。ただし、内閣府の「臓器移植に関する世論調査」で臓器提供意思カードの所持を尋ねたところ、提供意思カードを所持しているのは男性7.7%に対し女性10.8%と女性の方が若干多かった。このことから、将来的には女性の臓器提供件数が増加していくものと思われる。

## 政策上の課題
臓器をどのようにレシピエントに割り当てるのかという点もまた物議を醸す課題となっている。例えば、再発の恐れがあるアルコール依存症に肝臓を与えるべきではないと考える人もいれば、アルコール依存症は糖尿病のような病状だと見なす人もいる。医療システムを信用することは、臓器提供の成功にとって重要である。 ブラジルはオプトアウト方式に切り替えたが、既に国の医療システムに不信を抱いていた患者をさらに疎外したため、最終的にはその撤回を余儀なくされた。潤沢な資金、移植の転帰改善を理解する強い政治的意志、専門的な訓練、介護、施設の存在も提供率を高める。スペインで使っているような死の広範な法的定義も、臓器がまだ良好状態にある早期段階で医師に患者の死亡宣告を下せるようにすることで、適格なドナーの貯蔵を増やしている。臓器に対する金銭払いを許可または禁止することは、臓器の活用度に影響に影響を及ぼす。一般的に、臓器売買できない場合だと品質や安全性は高いものの、供給は需要に対して十分ではなくなる。 臓器を購入できる場合だと供給量は増加する。
イランは1988年に腎臓ドナーへの金銭払いシステムを採用し、11年以内に移植の待機リストをゼロにした世界唯一の国となった。—英「エコノミスト」紙
健康な人間には腎臓が2つあり、生体ドナーが（生存者間で）必要とする人に腎臓を提供することが可能な余剰臓器である。
最も一般的な移植は近親者へのものだが、人々は他の友人にも腎臓を提供している。最も稀なタイプの提供は、ドナーが見ず知らずの人に腎臓を提供する無指向の提供である。 このような腎臓の提供は数百件に満たない。近年では、インターネットを通して利他的なドナーを検索することも、救命の臓器を見つける方法となっている。しかし、従来のリストを基本とする割り当てシステムを崩壊させてしまうと考える学識者もいるので、臓器に対するインターネット広告は非常に物議を醸す行動となる。
スペインの国立移植機構は世界で最も成功している組織の1つである（スペインは何十年にもわたって臓器提供の世界一位である）。それでも、移植を必要とする人の10％が移植リスト掲載期間に死去しており、いまだ需要を満たせてはいない。死体からの提供は匿名で、通信と輸送のネットワークが国じゅうでの迅速な摘出と移植を可能にしている。スペインの法律下では、故人が（生前に）明示的に拒否していた場合を除き、全ての死体が臓器提供可能となる。それでも遺族は提供を中止できるので、訓練を受けた医師が慎重に許可を遺族を求めており、実際にはアメリカのシステムと非常によく似ている。
圧倒的に多いケースとして、レシピエントの安全面、適合の不能、臓器状態、といった理由で臓器提供は不可能になってしまう。世界で最も臓器提供率が高いスペインでさえ、実際には100万人あたりドナーは僅か35.1に過ぎず、待機リストには数百人の患者がいる。この比率は、滅多に家族が臓器提供を要求されないオーストリア（100万人あたり24.8）や、スペインと同じく推定的同意システムとなっているフランス（100万人あたり22.2）と大差はない。

### 収監受刑者
アメリカでは、囚人は臓器レシピエントとして一般人と同様に臓器移植の資格を有する。囚人のヘルスケアを留保するのは「残酷で異常な刑罰」と1976年の最高裁判所で結審したためである。移植コーディネーター団体の全米臓器共有ネットワーク (United Network for Organ Sharing) は、移植の適合性を判断する際に患者が受刑者かどうかを考慮しない。囚人が移植に選ばれた場合、コスト面を考慮してその囚人には早期の恩赦が下りることもある。
ドナーの臓器供給は少ないので、利用できる臓器よりも移植を待っている人の方が多い。囚人が臓器を受け取った場合、他の誰かが次の臓器を待っている間に死んでしまう可能性が高い。この倫理的ジレンマへの対応として、凶悪犯罪の経歴があり他人の基本的人権を侵害した重罪者は臓器移植を受ける権利を失うことになっているが「無罪の人が誤認で凶悪犯として収監され、臓器移植を拒否されてしまう可能性を最小限に抑えるため、司法制度を改革する」必要性があるだろうとも述べられている。
一般的に刑務所では、受刑者が家族以外に臓器を提供することを許可していないが、囚人の臓器提供を禁止する法律はない。ただし、感染症リスクの高い刑務所という環境への懸念から、移植団体は1990年代初頭より囚人の臓器を使うことを推奨していない。 囚人の同意が環境的に自由意志なのか疑わしいとして、医師や倫理学者も批判的な考えである。とはいえ、感染症試験は進歩しているし、ドナー囚人に対する特典を無くすことで臓器提供への自発的同意を取ることは可能だと主張する者も若干いる。アメリカ内だけで200万人を超える囚人が臓器不足を減らす解決策の一つになり得ると、彼らは考えている。
囚人の参加など僅かで何ら変化を生まないと主張する人もいるが、アリゾナ州では臓器提供への自発的署名を促す取り組みを行っており、2015年時点で署名した囚人は16,500人を超える。他のアメリカの州でも同様の取り組みが始まっており、ユタ州は死亡時の臓器提供に関する署名を囚人に許可した最初の州となった。

## 宗教的観点
宗教によって（臓器提供に対する）視点も様々である。イスラム教はこの問題に関して見解の対立があり、宗教の教えに反すると信じる者が約半数いる。イスラム教徒は必要に応じて医師の診察を受けるよう命じられており、命を救うことはイスラム教の非常に重要な要素である。仏教は祖先の身体と自然の成り行きを軽視することになるため、その行為は大半が禁じられている。キリスト教は臓器提供の話題に関して最も寛大であり、それが生命の奉仕だと信じている。
全ての主要な宗教は、功利主義的背景（要は、救命できる）または目的論的背景（例えば、個々の信者が自ら決断する権利）があって、少なくとも何らかの形で臓器提供を受け入れている。大半の宗教（特にローマ・カトリック教会）は、それが慈善行為を成り立たせるもので、命を救う手段を提供しているとの根拠で、臓器提供を支持している。 ジーザス・クリスチャンという宗教団体は、半数以上の信者が腎臓を利他的に提供したため「腎臓カルト」として知られるようになった。ジーザス・クリスチャンは、腎臓の利他的な提供が「貴方が他人にしてもらいたい事を他人に施しなさい」の素晴らしい方法だと説いている。一部の宗教は、提供される臓器の種類や臓器を採取・移植する手段に特定の制限を設けている。例えば、エホバの証人はヘブライ語聖書が輸血を禁じていると解釈しているため、臓器から血液を抜くことを要求する。また、イスラム教徒は事前にドナーが書面での同意を提供するよう求めてくる。臓器移植や臓器提供に賛成しない少数集団も若干あり、 これには特に神道やジプシーの慣例に従う者が含まれる。
ユダヤ教正統派は、ユダヤの戒律で定義されているようにドナーが死んでいるとみなされる限り、命を救うのであるのなら臓器提供を義務だと考えている。正統派でも正統派以外のユダヤ教でも、不可逆的な心拍停止の場合は臓器提供が許されるというのが大多数の見解である。ラビの権威者達は場合によって臓器提供が義務になる事もあると考えているが、生体臓器の提供は禁止されているとの少数意見もある。

## 臓器不足

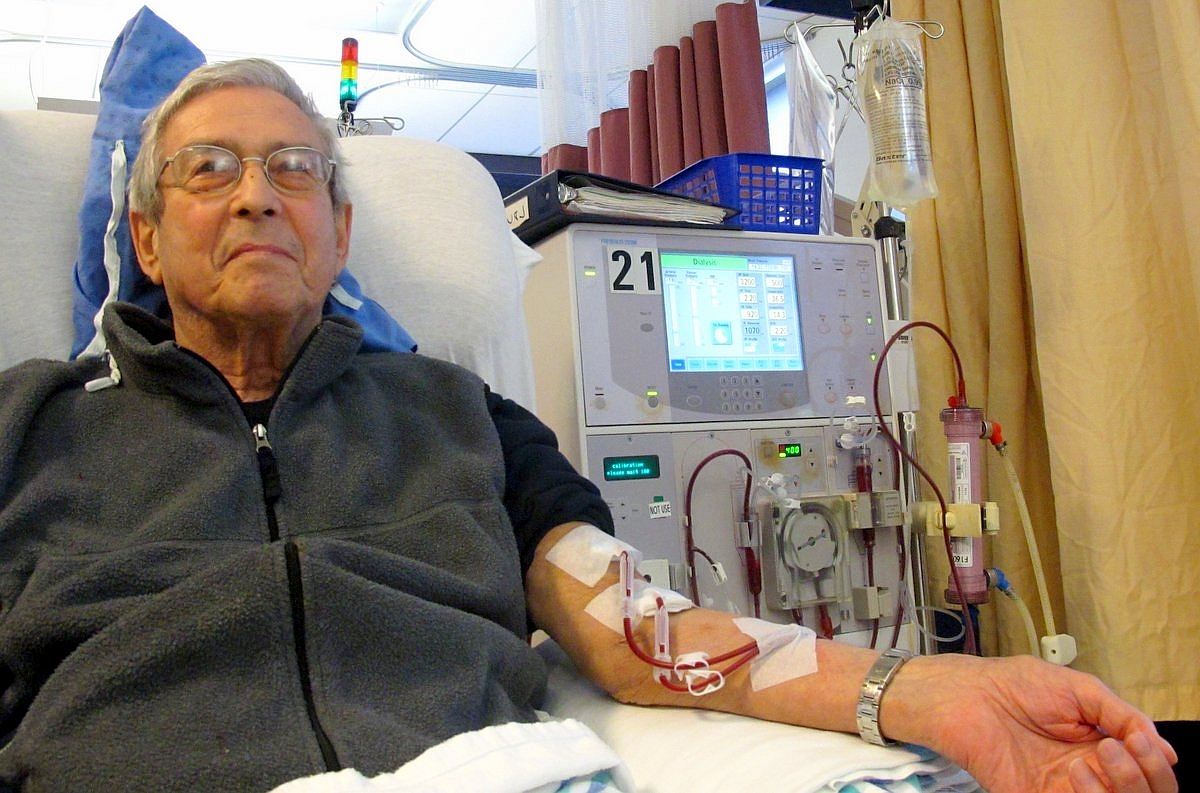
透析を受けている患者

臓器の需要は、世界中のドナーの数を遥かに上回っている。臓器提供待ちリストには臓器ドナーよりも多くの潜在的レシピエントがいる。特に、著しい透析技術の進歩のお陰で、末期腎臓病(ESRD)に罹っている患者は従来よりも長期存命が可能となっている。これら患者は以前ほどすぐに死亡することはなく、加齢および高血圧・糖尿病の蔓延に伴う腎不全が増加しているので、特に腎臓の必要性が毎年高まっている。
2014年3月時点で、アメリカには約121,600人が待機リストに掲載されているが、これら患者の約1/3は何の動きもなく臓器移植されずじまいだった。臓器の待ち時間と成功率は、需要と手術の難しさから臓器間でかなりの差異がある。2007年時点で、臓器移植を必要とする患者の3/4が腎臓を待っており、腎臓の待ち時間は以前よりはるかに長期間となった。 Gift of Life Donor Programというウェブサイトで述べられているように、最終的に臓器を受け取った患者の中央値は、心臓または肺で4ヶ月、腎臓で18ヶ月、膵臓で18-24ヶ月の待機期間であり、これらの原因は臓器需要が大幅に供給を上回っているためである。
オーストラリアでは人口100万人あたり10.8件の移植があり、スペインの比率の約1/3である。西オーストラリアのライオンズアイ研究所にはアイバンクがある。このバンクは1986年に設立され、移植を目的とした眼球組織の収集、処理、流通を調整している。同アイバンクは角膜移植手術を必要とする患者の待機リストも保有している。移植のために毎年約100個の角膜がこのバンクから提供されているものの、角膜の待機リストはまだ残っている。「経済学者からすると、これは悲劇的な結果を伴う根本的な需給ギャップ」 であり、 この不足への取り組みには以下のものがある。
- 法的な近親者による提供決定の負担を無くすための、ドナー登録および「最優先同意」法。 2006年にイリノイ州は「選択義務」の方針を採用し、運転免許証の取得者は「臓器ドナーになりたいですか？」の質問に回答する必要がある。 イリノイ州のドナー登録率は60％（全米では38％）になる[25]。
- ドナーになるための署名に対する金銭的な特典（インセンティブ）。一部の経済学者は臓器の販売を許可するよう提唱している。 近年の論文でゲイリー・ベッカーとジュリオ・ホルヘ・エリアスが主張した「金銭的インセンティブは移植用臓器の供給を十分に増やし、臓器市場にある長蛇の列やそこで待つ大勢の苦しみや死亡事案を無くすことにつながり、移植手術の総費用を12％以上増やすこともない」との内容をニューヨーク・タイムズ紙が報じた[153]。イランでは腎臓の販売を許可しており、待機リストは無くなっている[154]。提供を奨励するために直接的または間接的な補償を介した臓器先物[注釈 9]が提案されている。そうした提案に反対する主な論拠は道徳的なもので、同記事にも書かれているように、多くの人がその提案に嫌悪感を示している[153]。全米腎臓財団(National Kidney Foundation)が言うように「臓器提供と引き換えに直接的または間接的な経済的利益を差し出すのは、社会として我々の価値感と調和しない。人体または体の部分について、好き勝手に或いは市場の力を使って、金銭的価値を当てはめようとする試みは人間の尊厳を削ってしまう。」[155]
- オプトアウト方式（の不承諾解決策）で、潜在的ドナーやその親族は臓器提供を辞めたいのなら特定の行動を起こす必要があるというもの。このモデルは、オプトイン方式を使うドイツの8倍にもなる登録率のオーストリアなど、ヨーロッパの幾つかの国で採用されている。
- 社会的インセンティブ政策で、加入した会員は移植待機リストに載っている他の会員に自分の臓器を最初に割り当てる法的同意に署名する。このモデルを使う民間団体にLifeSharersがあり、無料で参加可能で同会員は臓器への優先アクセスを許可する文書への署名に同意している[156]。この「臓器の相互保険プール」の目的を簡単に要約すると「死亡に際して自分の臓器が保険プールの他の会員に利用可能となることに同意する場合、個人は必要な移植の優先権を受け取ることになります...（この提案の）主な目的は、より多くの命を救ったり改善するための移植可能な臓器の供給を増やすことです。」[157]

血液型は赤血球に存在するABO式血液型抗原によって一部が決定される。

病院では、臓器ネットワークの担当者が定期的に患者記録を区分けして、死亡の少し前に潜在的ドナーを特定する。多くの場合、臓器調達担当者はそれら臓器が移植に適しているかどうかを判定して家族の同意を（必要なら）得られるまで、潜在的ドナーの臓器生存できる状態を維持するべく、区分検査（血液型判定など）や臓器保存薬（血圧の薬など）を要求する。 臓器ロス事案（いざ手術に踏み切ったら臓器が使えなかった）を減らすため、感染や他の原因から適さない潜在的ドナーは死亡前に候補から除外しておき、この実践は移植効率を向上させている。ドナーに適さない患者の家族は（移植関係者から）臓器提供の討論でアプローチされることが無くなるので、その家族への間接的な利益になっている場合もある。
アメリカの生命倫理シンクタンク (Center for Ethical Solutions) が「臓器不足の解決」と呼ばれるプロジェクトに現在取り組んでいる最中で、そこではアメリカでの臓器不足の解決をめぐる議論をより伝えるために、イランの腎臓調達システムを研究している。

## 分配
潜在的レシピエントへの臓器提供は、彼らに臓器の可能性を認識させる移植センターが行っている。外科医はドナー情報を評価して、レシピエントに対する医学的適合性の暫定評価を行うことになる。 臓器によって配分は僅かに異なるが、基本的には非常に似ている。リストが作られる際には多くの要因が考慮され、具体的には親族か否か、ドナーの病院から移植センターまでの距離、血液型、医学的緊急性、待機日数、ドナーの体重、組織の種類、などが含まれる。心臓移植希望者の場合、医学的緊急性はレシピエントの「ステータス」(1,2,3) で示される。肺では、大きさ、血液型、待機期間、年齢区分の順に重視しての割り当てが決定される。肝臓は、ドナー年齢や血液型を踏まえた上で、医学的緊急性についてはステータスとMELDスコアの両方を用いて配分が行われる 腎臓は、血液型のほかレシピエント情報の更新度も踏まえ、場所、ヒト白血球型抗原(HLA)適合度、待機日数、年齢による合計点数で優先度を決定する。膵臓では、血液型、HLA適合度、術式（単独移植よりも膵腎同時移植を優先）、待機期間、搬送時間の順に重視して割り当てが決められる。腎臓や膵臓のレシピエントにドナーHLAへの直接抗原マッチがない場合、ランク評価0点のABDRミスマッチまたはゼロ抗原ミスマッチと称される。ミスマッチゼロの臓器は拒絶率が低く、レシピエントに免疫抑制剤を投与する量を減らすことができる。ミスマッチがゼロだと移植片の生存率が非常に高いため、そのレシピエントには場所や待ち時間とは関係なく優先順位が与えられる。アメリカの臓器共有合同ネットワーク(UNOS)には、不一致がゼロとの理由で送られてくる臓器とのバランスを取るための「ペイバック（払い戻し）」システムがある。
ドナーの病院と連携する移植センターの場所は、冷阻血時間(CIT)の影響に基づいて優先権が与えられる。臓器がドナーから摘出されると、血液が血管を介して灌流しなくなり、細胞の酸素が枯渇（虚血）し始める。臓器ごとに許容できる虚血時間は異なっている。心臓と肺は4-6時間以内に、肝臓は約8-10時間、膵臓は約15時間以内に移植する必要がある。腎臓は虚血に対する復帰力が最もあり、氷に包まれた腎臓は摘出後24-36時間でも移植が成功しうる。腎臓保存法の発展は、虚血による臓器移植後の臓器機能障害(DGF)を防ぐため腎臓の血管に低温保存溶液を送り込む装置を生み出した。腎臓ポンプと呼ばれることも多いこの灌流装置は、腎臓摘出後36-48時間まで移植片の生存を延長することが可能である。近年では心臓用や肺用にも同じ装置が開発され、そのお陰で調達チームが臓器を取り行ける距離が伸びている。

## 自殺
自殺を決断した人は、臓器を提供する割合が平均よりも高い。家族や親族による否定的反応または拒否率が低いことが理由の一つであるが、これについての説明はまだ明らかにされていない。さらに、提供への親族同意は自殺決断者を対象とした平均よりも高い。
自殺未遂は主に若年男性の一般的な脳死原因(3.8%)である。このグループは他の死因と比較して臓器提供がさらに一般的となる。脳死は結果として合法的な（心停止による）死につながっていくが、それでも心臓の拍動はあり、人工呼吸器によって他のすべての重要な臓器は完全に機能を保ち、臓器移植に最適な機会を提供している。

## 論争
日本では1968年に実施された心臓移植（和田心臓移植事件）が大きな論争となった。18歳の高校生であったレシピエントが術後83日経過後に死去すると、脳死判定やドナーとレシピエントの妥当性ほか様々な疑義が持ち上がり、和田教授に対しては殺人罪の刑事告発までなされた（最終的には嫌疑不十分での不起訴処分）。刑事事件に発展したことから、日本の医師たちは法的整備がなされるまで消極姿勢を採らざるを得ず、次に国内で脳死での心臓移植が行われたのは臓器の移植に関する法律が整備された後の1992年、和田の心臓移植から約30年経過してからのこととなった。
2008年、カリフォルニア州の移植外科医フータン・ルーズロックは、移植用の臓器を手に入れる目的で、副腎白質ジストロフィー]と不可逆的な脳挫傷を患う男性の死亡を早めるべくモルヒネと鎮静剤の過剰投与を処方したとして、高齢者虐待で告発された。ルーズロックの争った裁判は、アメリカにおける移植外科医に対する最初の刑事事件で、結果的に彼の無罪となった。さらに、ルーズロック博士はこの裁判から発生した名誉毀損を訴えて勝訴した。
カリフォルニア州の神経科医ナルジェ・パズーキ医師は、適切な検査の実施前に患者の脳死を宣告するよう臓器調達団体の代表者が自分に要請してきたと発言した。1999年9月、eBayは最高入札額570万ドルに達した「正常機能する人間の腎臓1つ」のオークションを（落札になる前に）停止削除した。アメリカ連邦法の下では、人間の臓器販売に対して最高で懲役5年および罰金50,000ドルが処され、eBayには人間の臓器販売オークションを却下する義務があった。
2008年6月27日、インドネシア人のスライマン・ダマニク(26)はTANGS百貨店の取締役タン・ウィー・ソン(55)に腎臓を1億5000万ルピア（当時の為替レートで約156万円） で売却したとしてシンガポールの裁判所で有罪を受け入れた。「情報に基づいた選択をすることができずに発生しうる医学的リスクに苦しめられる、貧困で社会的弱者のドナー」からの搾取を防ぐため、シンガポールほか多くの国では臓器売買が禁止されている。もう1人の被告人トニー(27)は、自分はこの患者の養子だと主張して3月にインドネシア人患者に腎臓を提供し、1億8600万ルピア（同193万円）の支払いがなされた。

## 公共広告
臓器提供を目的とする促進活動は、臓器提供の必要性を強調することと強要し過ぎないことの間にある良識的な線を歩む必要がある。促進への取り組みが強すぎる場合、メッセージの受け手はその要求に対して防御的な反応を取る。心理的リアクタンス理論によると、人間は自分達の自由が侵害されていると感じると、自由を回復するためにそれに反抗してしまう。アシュリー・アンカーによると、トランスポーテーション理論の使用が促進を試みる際に対象者の反応にプラスの効果をもたらす。公共広告がレシピエントに焦点を当てたメッセージを使うと、その受け手はより感化されていた。ドナーになりそうな人は（物語で）レシピエントへの共感を経験するため、レシピエントに焦点を当てたメッセージを視聴した個人がより感化されることとなった。将来の公共広告は、レシピエントに焦点を当てた物語を使って、潜在的ドナーとレシピエントとの関係形成を育む話にすべきだと考えられている。
臓器提供に関する意識・関心は、臓器提供へのより大きな社会的支援につながり、やがてより多くの登録につながる。 学生の臓器提供への意識を啓蒙し、臓器提供への社会的支援を増やすことから始めることにより、臓器ドナーとして市民が登録する可能性はより高まるとされている。
アメリカ保健省は、ウィスコンシン大学病院による研究に資金提供し、ソーシャルメディアを通して大学研究員とその家族および友人を追跡することで、意識向上と登録ドナーの数を増やす取り組みを強化した。この研究の成果は、ソーシャルメディアを介した支援と意識を生み出すことで臓器提供の20%増加が示された。